# لرزه‌شناسی
لرزه‌شناسی یا زلزله‌شناسی (به انگلیسی: Seismology) به مطالعه علمی زمین‌لرزه‌ها یا به‌صورت کلی هر نوع لرزه، تولید و انتشار امواج کشسان در اشیاء جرم‌سیاره‌ای گفته می‌شود و از زیرشاخه‌های رشته ژئوفیزیک به‌شمار می‌رود. ژئوفیزیک همچنین شامل مطالعات اثرات زیست‌محیطی زمین‌لرزه‌ها مانند پدیده سونامی، دیگر منابع لرزه‌ای مانند آتشفشان‌ها، زمین‌ساخت صفحه‌ای، یخچال‌های طبیعی، رودها، ریزلرزه‌های اقیانوسی و اتمسفری و فرایندهای مصنوعی عامل زمین‌لرزه مانند انفجارهای انسانی است.
دیرین‌لرزه‌شناسی رشته‌ای مرتبط با ژئوفیزیک است که از زمین‌شناسی برای استنباط اطلاعات در مورد زمین‌لرزه‌های گذشته استفاده می‌کند. ثبت و ضبط حرکت زمین به عنوان تابعی از زمان که با استفاده از دستگاه لرزه‌سنج انجام می‌شود، لرزه‌نگاشت نامیده می‌شود. لرزه‌شناس یا زلزله‌شناس دانشمندی است که در لرزه‌شناسی پایه یا کاربردی کار می‌کند.

## دید کلی
لرزه‌شناسی مطالعه علمی گسترش امواج الاستیک در زمین است و به عنوان یکی از شاخه‌های ژئوفیزیک شناخته می‌شود. از آنجا که امکان دسترسی به لایه‌ها و ساختارهای درون زمین میسر نیست، امواج الاستیک (یا امواج آکوستیک) این امکان را فراهم می‌کند، که به بازسازی اطلاعاتی آنچه در زیر زمین وجود دارد، با استفاده از اطلاعات به‌دست آمده از این امواج بپردازند. بدین صورت لرزه‌شناسی، به زمین‌شناسی و اکتشافات معدنی مرتبط می‌شود. لرزه‌شناسی برای مطالعه علمی پیدایش زلزله و امواج حاصل از آن به وجود آمد. به دنبال آغاز جنگ سرد قدرت‌های جهانی رو به سرمایه‌گذاری بیشتری در این علم آوردند، تا از وقوع آزمایش‌های هسته‌ای طرف مقابل، محل و شدت آن مطلع شوند. سپس در دهه شصت و هفتاد میلادی با گران شدن نفت و بحران انرژی، بار دیگر نظرها متوجه این علم شد، تا با ابداع دستگاه‌ها و روش‌های نوین اقدام به اکتشاف منابع جدید کنند. اگرچه لرزه‌شناسی تاکنون در پیش‌بینی زمان زلزله موفق نبوده، اما در مورد پیش‌بینی سونامی، موفق و کارساز بوده است.

### تفاوت لرزه‌شناسی و زلزله‌شناسی
لرزه‌شناسی با وجود شباهت لغوی، تفاوت‌هایی با زلزله‌شناسی دارد. در واقع علم لرزه‌شناسی بیشتر برای امواج منتشر شده از چشمه‌های مصنوعی در زمین و در اعماق کم بکار می‌رود. لرزه‌شناسی شامل دو شاخهٔ لرزه‌شناسی انعکاسی و لرزه‌شناسی انکساری (مهندسی) است، که در اکتشافات نفت، لرزه‌شناسی انعکاسی و در بررسی ساختار زمین جهت ساخت سازه‌های بزرگ از لرزه‌شناسی انکساری استفاده می‌شود. در مقابل زلزله‌شناسی از چشمه‌های طبیعی در اعماق زمین ناشی می‌شود.

## امواج لرزه‌ای

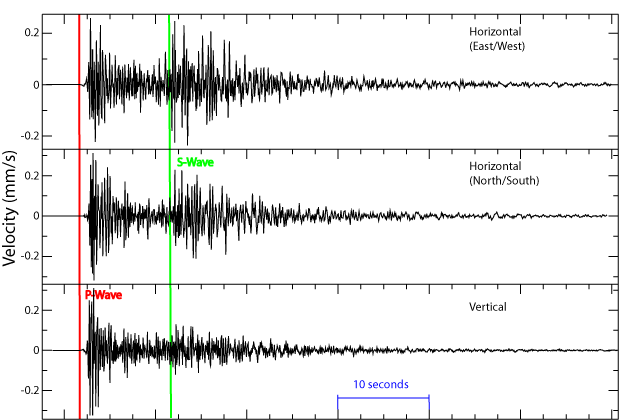
رکوردهای لرزه‌نگاشت که سه جزء جنش زمین را نشان می‌دهد. خط قرمز اولین ورود امواج P و خط سبز، ورود بعدی امواج S را نشان می‌دهد.

امواج لرزه‌ای همان امواج صوتی با طیف بسامد گسترده‌تری هستند، که به سه نوع کلی امواج فشاری، امواج برشی و امواج سطحی طبقه‌بندی می‌شوند. سرعت انتشار امواج نیز بستگی به جنس محیط دارد. علم لرزه‌شناسی خود به دو گروه اصلی زمین‌لرزه و نفت تقسیم می‌گردد. در شاخه زمین‌لرزه، امواج لرزه‌ای که از همان امواج صوتی می‌باشند مورد مطالعه قرار می‌گیرد. امواج زمین‌لرزه حاوی اطلاعات زیادی از لایه‌های مختلف کره زمین هستند که با ثبت و رکورد این امواج به‌دست خواهد آمد. در شاخه لرزه‌شناسی نفت یا لرزه‌شناسی بازتابی، اطلاعات لرزه‌ای با ایجاد امواج لرزه‌ای مصنوعی در سطح زمین و دریافت بازتاب این امواج از درون لایه‌های زیر سطحی به دست می‌آید. به دلائل اقتصادی و اهمیت اکتشاف و تولید نفت علم لرزه کاربردهای فراوانی در صنعت انرژی پیدا کرده است. کاربرد علم لرزه‌شناسی در صنعت نفت خود به دو گروه لرزه‌نگاری اکتشافی و لرزه‌نگاری توسعه‌ای تقسیم می‌گردد. لرزه‌نگاری اکتشافی بیشتر به صورت دو بعدی ولی لرزه‌نگاری توسعه‌ای میدان‌ها شناخته شده به صورت سه بعدی و چهار بعدی انجام می‌گیرد.

## لرزه‌شناسان سرشناس
- دان ال. اندرسون
- بروس بولت
- موریس اوینگینگ
- گریگوری گامبورتسف
- بنو گوتنبرگ
- هارولد جفریس
- هیرو کاناموری
- اینگه لیمان
- جوزپه مرکالی
- آندریا موهوروویچیچ
- ریچارد دیکسون اولدهام
- فرانک پرس
- چارلز فرانسیس ریشتر
- جان وینتروپ
- چانگ هنگ